# 錫特河
47°29′52″N 9°13′55″E / 47.49768°N 9.23190°E

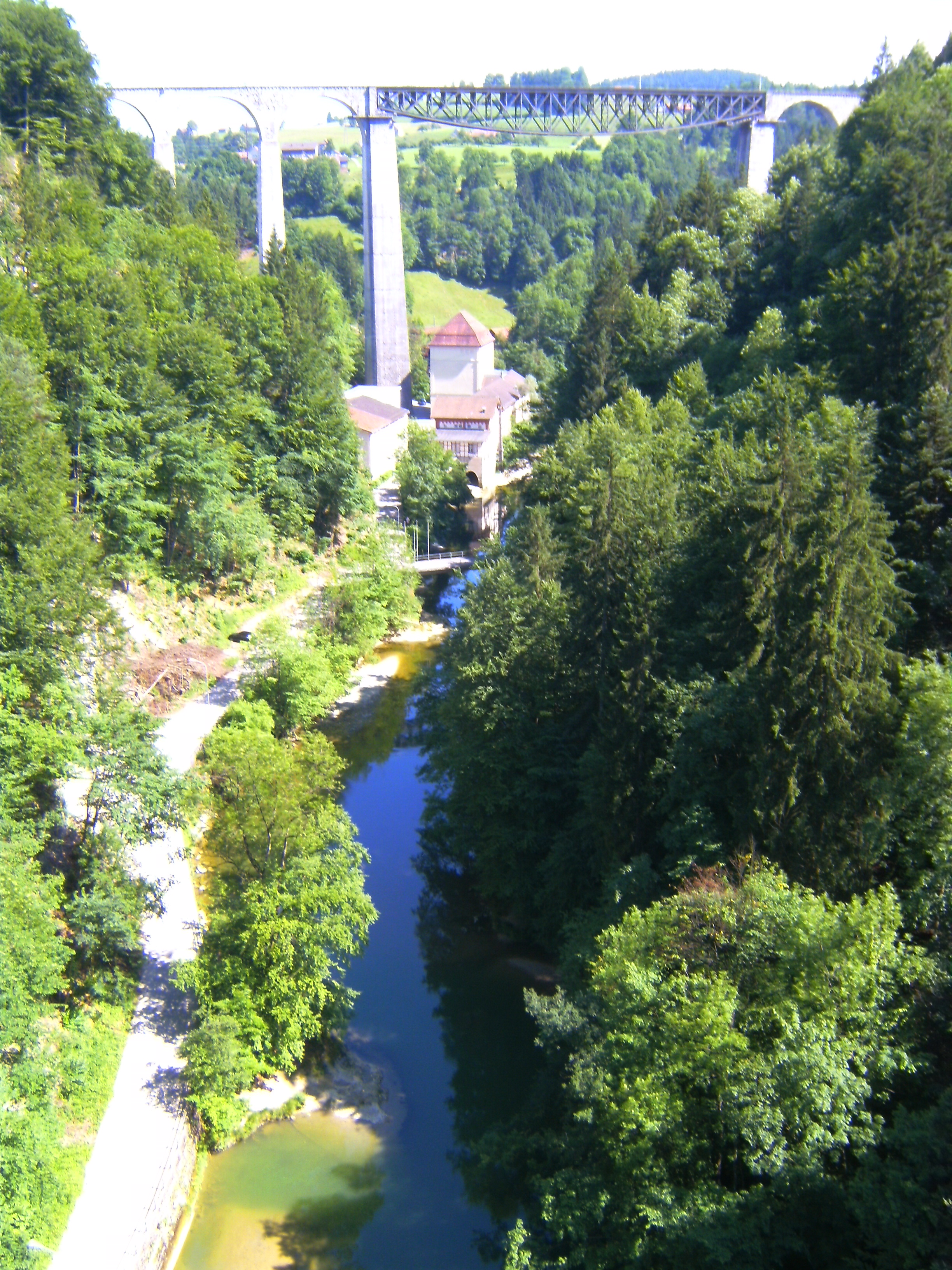

錫特河是瑞士的河流，位於該國東北部，流經內羅得阿彭策爾州、外羅得阿彭策爾州、圖爾高州和聖加侖州，屬於圖爾河的支流，河道全長49公里，流域面積340平方公里，河口處在比紹夫斯采爾附近。